# Giles Scott
Pour les articles homonymes, voir Scott.
Giles Scott est un skipper britannique né le 23 juin 1987 à Huntingdon. Il a remporté la médaille d'or du Finn masculin aux Jeux olympiques d'été de 2016 à Rio de Janeiro.